# Au milieu des autres
Albums de Calogero
Calogero
(2002)
Singles
1. Prendre l'air
Sortie : 5 octobre 1999
2. De cendres et de terre
Sortie : mai 2000
3. Devant toi
Sortie : 2000

Au milieu des autres est le premier album solo de Calogero, sorti le 10 mai 2000.
Auparavant, Calogero chantait avec le groupe Charts qui a eu du succès dans les années 1990. Cet album aura peu de succès, mais sera porté par des titres comme Prendre l'air, De cendres et de terre et Devant toi, écrit par Zazie. La chanson Le Secret sera reprise dans son album Live 1.0, et la chanson Pas un jour ne passe sera reprise dans son album Live symphonique.

## Pistes de l'album
| No  | Titre                                                                                        | Paroles                                      | Musique                   | Durée |
| --- | -------------------------------------------------------------------------------------------- | -------------------------------------------- | ------------------------- | ----- |
| 1.  | Devant toi                                                                                   | Zazie                                        | Calogero                  | 4:50  |
| 2.  | Prendre l'air                                                                                | Michel Garamon                               | Calogero                  | 3:40  |
| 3.  | Dire                                                                                         | Michel Garamon                               | Calogero                  | 3:38  |
| 4.  | De cendres et de terre                                                                       | Joëlle Kopf - Julie d'Aimé - Lionel Florence | Calogero                  | 4:12  |
| 5.  | Danser sur les braises                                                                       | Alana Filippi                                | Calogero                  | 3:47  |
| 6.  | Sombre et sentimental                                                                        | Alana Filippi                                | Calogero                  | 4:19  |
| 7.  | Un monde en équilibre                                                                        | Christine Lidon                              | Calogero - Michel Garamon | 4:30  |
| 8.  | Au milieu des autres                                                                         | Alana Filippi                                | Michel Garamon            | 3:22  |
| 9.  | Pas un jour ne passe                                                                         | Julie d'Aimé                                 | Calogero                  | 2:51  |
| 10. | Le Secret                                                                                    | Christine Lidon                              | Calogero                  | 5:05  |
| 11. | Je t'emmène où je t'aime                                                                     | Clémence Lhomme                              | Calogero                  | 2:52  |
| 12. | Un peu de vent dans l'oubli (inclut le titre Supplique pour être enterré à la plage de Sète) | Didier Golemanas                             | Calogero - Michel Garamon | 7:46  |

## Classements
| Pays                   | Meilleure position | Entrée        | Sortie        |
| ---------------------- | ------------------ | ------------- | ------------- |
| France                 | 56                 | 13 mai 2000   | 10 mai 2000   |
| Belgique (Francophone) | 40                 | 28 avril 2001 | 28 avril 2001 |